# Perdões (ort)
Perdões är en ort i Brasilien.   Den ligger i kommunen Perdões och delstaten Minas Gerais, i den sydöstra delen av landet, 700 km sydost om huvudstaden Brasília. Perdões ligger 842 meter över havet och antalet invånare är 17 821.
Terrängen runt Perdões är huvudsakligen platt, men åt nordost är den kuperad. Närmaste större samhälle är Lavras, 19,6 km sydost om Perdões.
Omgivningarna runt Perdões är huvudsakligen savann. Runt Perdões är det ganska tätbefolkat, med 93 invånare per kvadratkilometer.